# Guyalna bicolor
Guyalna bicolor is een insect dat behoort tot de cicadenfamilie van de zangcicaden Cicadidae. De wetenschappelijke naam van de soort werd voor het eerst geldig gepubliceerd in 1790 door Olivier als  Cicada bicolor.